# Samaritana Malatesta
Samaritana Malatesta (Rimini, ... – Rimini, 1347) è stata una nobildonna italiana.

## Biografia
Era figlia di Ferrantino Malatesta, signore di Rimini e di Belluccia Baligani di Jesi.
Sposò in seconde nozze nel 1314 il conte di Ceneda Tolberto III da Camino, dal quale ebbe due figli: Beatrice, moglie di Odorico da Onigo e Biaquino VII. Alla morte del marito nel 1317, Samaritana divenne tutrice dei due figli e scelse come dimora Portobuffolé, iniziando a comandare su questo castello e su quelli, vicini, di Camino, Motta e Cessalto. Guecellone VIII da Camino nel 1326 tentò di appropriarsi dei castelli, ma Samaritana riuscì a mantenerli, grazie alla protezione della Serenissima. Nel 1337 Biaquino VII venne ucciso e Samaritana fu costretta a lasciare i suoi beni per fare ritorno a Rimini, dove morì nel 1347.